# Huperzia appressa
Huperzia appressa är en lummerväxtart som först beskrevs av Nicaise Auguste Desvaux, och fick sitt nu gällande namn av A., D. Löve. Huperzia appressa ingår i släktet lopplumrar, och familjen lummerväxter. Inga underarter finns listade i Catalogue of Life.